# Люксембург (округ)
Люксембу́рг (люксемб. Lëtzebuerg) — один з трьох колишніх округів Люксембургу. Розташований на заході країни.
Округ включає в себе 4 кантони:
| Кантон         | Площа, км² | Населення, осіб | Рік  | Центр          | Комуни |
| -------------- | ---------- | --------------- | ---- | -------------- | ------ |
| Еш-сюр-Альзетт | 242,77     | 137423          | 2003 | Еш-сюр-Альзетт | 14     |
| Капеллен       | 199,71     | 37563           | 2003 | Капеллен       | 11     |
| Люксембург     | 228,46     | 127327          | 2003 | Люксембург     | 11     |
| Мерш           | 223,90     | 23489           | 2003 | Мерш           | 11     |

| Люксембург | Це незавершена стаття з географії Люксембургу. Ви можете допомогти проєкту, виправивши або дописавши її. |